# James Ehnes
James Ehnes (* 27. Januar 1976 in Brandon, Manitoba) ist ein kanadischer Geiger.

## Biografie
James Ehnes, Sohn des an der Brandon University School of Music dozierenden Trompeters Alan Ehnes, begann seine musikalische Ausbildung an der Geige bereits mit vier Jahren. Mit neun Jahren wurde er Schüler des bekannten kanadischen Geigers Francis Chaplin. 1987, im Alter von elf Jahren, wurde er durch den Gewinn des ersten Platzes beim kanadischen Musikwettbewerb im Bereich Saiteninstrumente erstmals einem größeren Publikum bekannt. Im darauffolgenden Jahr gewann er ebenfalls den ersten Preis in derselben Kategorie beim Canadian Music Festival, und zwar als jüngster aller Zeiten.
Seine eigentliche Laufbahn als Konzertviolinist schlug er mit dreizehn Jahren ein, als er begleitet vom Orchestre symphonique de Montréal auftrat. Im Laufe der Jahre gewann er zahlreiche Preise und studierte später an der Meadowmount School of Music und ab 1993 an der Juilliard School, die er 1997 abschloss.
Im Oktober 2005 wurde er von der Brandon University mit der Ehrendoktorwürde versehen und im Juli 2007 als jüngstes je gewähltes Mitglied in die Royal Society of Canada aufgenommen.
James Ehnes spielt die Stradivari „Marsick“ von 1715 aus der privaten Instrumentensammlung von David L. Fulton. Zurzeit lebt er mit seiner Familie in Bradenton, Florida.

## Rezeption
Von Kritikern und diversen Zeitungen erhielt James Ehnes aufgrund seines virtuosen Spiels ein sehr positives Feedback. Die kanadische Zeitung The Globe and Mail bezeichnete ihn als „Jascha Heifetz unserer Tage“. Die London Times rühmte im März 2009 unter anderem Ehnes’ „greifbare Freude“ am Instrument, seine perfekte Intonation und die Phrasierung.

## Diskografie
- 1995 Paganini: 24 Caprices
- 2000 Prokofjew: The Two Violin Sonatas and Five Melodies
- 2000 Ravel, Debussy, Saint-Saëns
- 2000 Johann Sebastian Bach: The Six Sonatas & Partitas for Solo Violin
- 2001 Max Bruch: Violin Concertos No. 1 & 3
- 2001 French Showpieces
- 2002 Max Bruch: Concerto No. 2, Scottish Fantasy
- 2002 Fritz Kreisler
- 2003 Schumann: Piano Quintet in E flat major op. 44, Fauré: Piano Quintet No. 2 in C minor op. 115
- 2004 Johann Nepomuk Hummel: u. a. Violin Concerto in G major
- 2004 Smetana, Dvořák, Janáček: Romantic Pieces
- 2004 Wieniawski, Sarasate
- 2005 Luigi Dallapiccola
- 2005 Ernő Dohnányi
- 2005 John Adams: Road Movies
- 2005 Dvořák: Concertos
- 2005 Johann Sebastian Bach: Sonatas for Violin and Harpsichord, Vol. 1
- 2006 Johann Sebastian Bach: Sonatas for Violin and Harpsichord, Vol. 2
- 2006 Mozart: Violin Concertos, 2 CDs
- 2006 Samuel Barber, Erich Wolfgang Korngold,  William Walton: Violin Concertos
- 2007 Elgar: Violin Concerto
- 2008 Homage. CD und DVD. Ehnes spielt Werke diverser Komponisten auf zwölf Violinen aus der Fulton Collection, unter anderem von Stradivari und Mitgliedern der Familie Guarneri.
- 2009 Paganini: 24 Caprices
- 2010  Mendelssohn: Violin concerto
- 2011 Bartók: Violin Concertos and Viola Concerto
- 2011 Tschaikowsky: Complete works for violin
- 2012 Bartók: Works for violin and piano, Vol. 1
- 2012 Tschaikowsky: The Sleeping Beauty
- 2013 Bartók: Works for violin and piano, Vol. 2
- 2013 Britten und Schostakowitsch: Violin concertos
- 2013 Prokofjew: Complete works for violin
- 2013 Tschaikowsky: Swan Lake
- 2014 Khatschaturjan Violin Concerto; Schostakowitsch: String Quartets No. 7 & 8
- 2014 Bartók: Works for violin and piano, Vol. 3
- 2014 American Chamber Music
- 2015 Franck and Strauss: Violin Sonatas
- 2018 James Newton Howard, Aaron Jay Kernis Violin Concertos, Bramwell Tovey, 'Stream of Limelight'

## Auszeichnungen
- 2008 Best Instrumental Soloist(s) Performance (with Orchestra)
- 2019 Best Classical Instrumental Solo[3]